# إدي سكينر
إدي سكينر (بالإنجليزية: Eddie Skinner)‏ هو مهندس أمريكي، ولد في 19 أغسطس 1908 في يرينغتون في الولايات المتحدة، وتوفي في 1 مايو 1987 في نيفادا في الولايات المتحدة.

## وصلات خارجية
- إدي سكينر على موقع Racing-Reference.info (الإنجليزية)